# Maja Alm

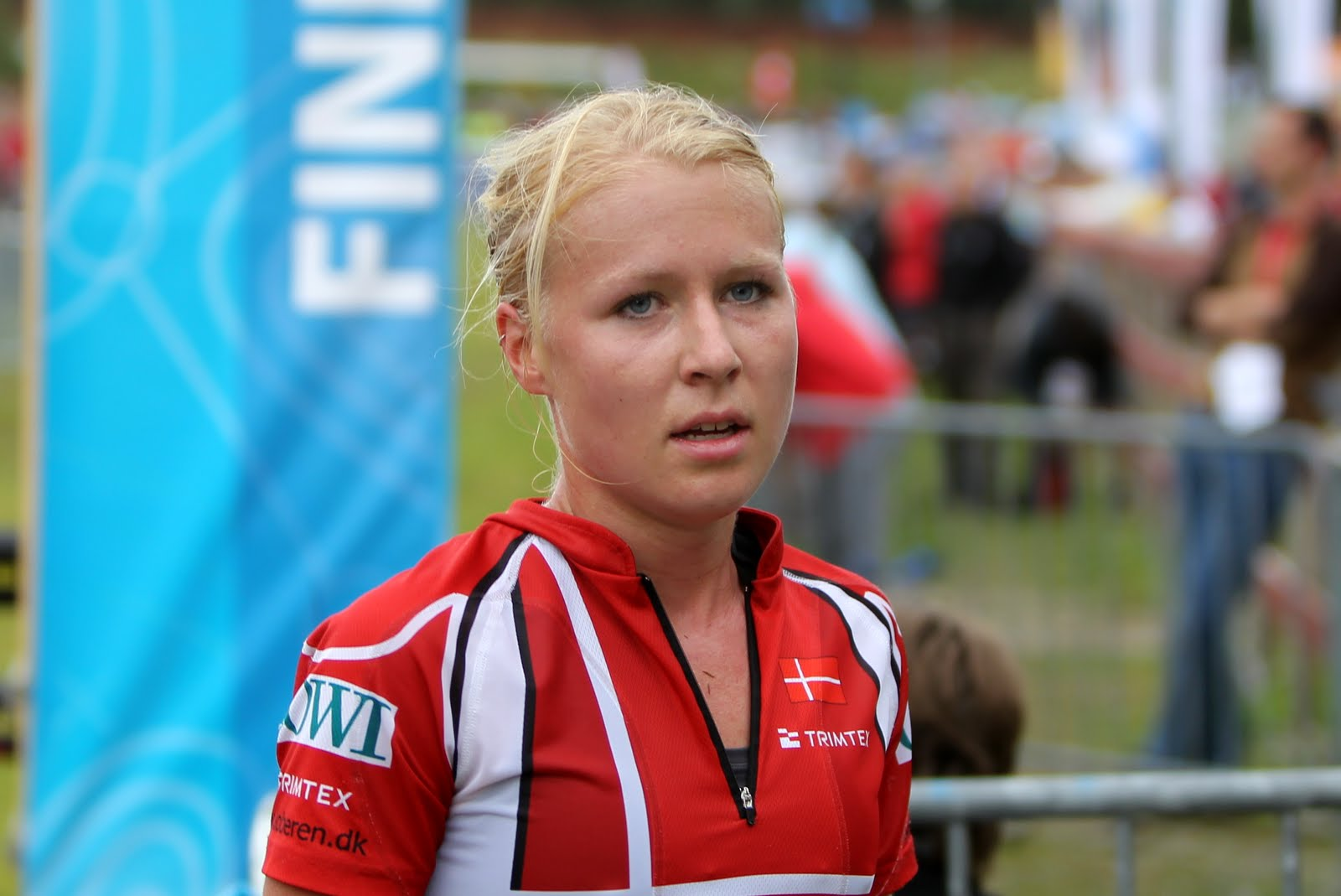
Maja Alm, 2010

Maja Møller Alm (* 10. Juli 1988 in Rødekro) ist eine dänische Orientierungsläuferin und Leichtathletin.
Alm lief zwischen 2004 und 2008 bei insgesamt fünf Junioren-Weltmeisterschaften und wurde dabei unter anderem Dritte 2007 im Sprint und Zweite 2008 mit der dänischen Staffel. 2007 wurde sie erstmals bei den Weltmeisterschaften der Elite eingesetzt und erreichte dabei in der Staffel Platz acht. Der internationale Durchbruch gelang ihr schließlich 2010, als sie bei den Europameisterschaften in Bulgarien hinter Helena Jansson aus Schweden und Simone Niggli aus der Schweiz Bronze im Sprint gewann. Am Ende der Saison 2010 wurde sie hinter Niggli und Jansson Dritte im Gesamt-Weltcup. Bei den Weltmeisterschaften 2011 in Frankreich verpasste sie mit Platz vier im Sprint knapp eine Medaille. 2012 gelang Alm erneut ein dritter Platz im Europameisterschaftssprint. Im Lugnet musste sie diesmal nur Simone Niggli und der Schwedin Lena Eliasson den Vortritt lassen. Zwei Monate später bei den Weltmeisterschaften in Lausanne wurde sie im Sprint Zweite hinter Niggli.
2014 wurde sie bei den Europameisterschaften im portugiesischen Palmela auf der Mitteldistanz Zweite hinter ihrer Landsfrau Signe Søes. Bei den Weltmeisterschaften des gleichen Jahres in Norditalien wurde Alm hinter der Schweizerin Judith Wyder und der Schwedin Tove Alexandersson Dritte im Sprint. Mit der dänischen Frauenstaffel sowie im neueingeführten Staffelwettbewerb für Mixedteams gewann Alm jeweils die Silbermedaille.
Die Odontologin wurde in Dänemark mehrfache nationale Meisterin im Orientierungslauf und im Crosslauf.
Alm gehört der Leichtathletikabteilung von Aarhus GF an. Im Orientierungslauf startet sie für den OK H.T.F., international für den OK Pan Århus. Bis 2011 lief sie international für den schwedischen Klub Ulricehamns OK, mit dem sie 2009 die Venla gewann. Mit dem OK Pan gewann sie 2013 und 2014 die Venla.

## Platzierungen
| Weltmeisterschaften    | Sprint | Mittel | Lang | Staffel | Mixed |
| ---------------------- | ------ | ------ | ---- | ------- | ----- |
| 2007 Kiew              |        |        |      | 8.      |       |
| 2009 Miskolc           | 28.    | 35.    | 39.  |         |       |
| 2010 Trondheim         | 9.     | 11.    | 17.  | 5.      |       |
| 2011 Savoie            | 4.     | 6.     |      | 5.      |       |
| 2012 Lausanne          | 2.     | 28.    |      | 6.      |       |
| 2013 Vuokatti          | 4.     | 10.    |      | 7.      |       |
| 2014 Trentino/Venetien | 3.     | 6.     |      | 2.      | 2.    |

| Junioren-WM       | Sprint | Mittel | Lang | Staffel |
| ----------------- | ------ | ------ | ---- | ------- |
| 2004 Gdynia       |        | 30.    | 79.  |         |
| 2005 Tenero       |        | 36.    | 36.  | 10.     |
| 2006 Druskininkai | 66.    | 24.    | 74.  | 4.      |
| 2007 Dubbo        | 3.     | 21.    | 12.  | 10.     |
| 2008 Göteborg     | 11.    | 54.    | 21.  | 2.      |

| Europameisterschaften | Sprint | Mittel | Lang | Staffel |
| --------------------- | ------ | ------ | ---- | ------- |
| 2008 Ventspils        |        | n.q.   |      | 10.     |
| 2010 Primorsko        | 3.     | 15.    | 26.  | 6.      |
| 2012 Falun            | 3.     | 14.    |      | 4.      |
| 2014 Palmela          | 6.     | 2.     |      | 4.      |

| Gesamt-Weltcup | Gesamt-Weltcup |
| -------------- | -------------- |
| 2008           | 72.            |
| 2009           | 22.            |
| 2010           | 3.             |
| 2011           | 5.             |
| 2012           | 8.             |
| 2013           | 19.            |